# Severo Sarduy
Severo Sarduy (Camagüey, 25 febbraio 1937 – Parigi, 8 giugno 1993) è stato un poeta, scrittore e critico d'arte cubano naturalizzato francese.
È ritenuto una delle figure centrali del cosiddetto post-Boom della letteratura latinoamericana e un rappresentante del postmodernismo.

## Biografia

### Infanzia ed educazione
Severo Felipe Sarduy Aguilar nasce il 25 febbraio 1937 a Camagüey, Cuba. Sul giorno della propria nascita, lo stesso Sarduy scrive:
(Severo Sarduy, Severo Sarduy (1937...), 1999)
Il padre, Severo Sarduy Ruiz, è un ferroviere proveniente da una famiglia di quattordici fratelli. Il nonno paterno, Severo Sarduy Machado, era un mambí che aveva combattuto nella guerra di indipendenza di Cuba come parte della scorta di Máximo Gómez. La famiglia della madre, invece, era meno numerosa: aveva solo due fratelli, Ernesto e Gabriel.
Quando Severo ha quattro mesi, la famiglia si trasferisce a Colonia María, nella parte centrale dell'isola. Lì vive fino al 1941, anno in cui la famiglia fa ritorno a Camagüey. Nel 1950 Sarduy entra all'istituto di istruzione secondaria di Camagüey e termina gli studi in Scienze e Lettere nel 1955. Durante tutti questi anni, è il primo del suo corso. In questa fase della sua giovinezza, vive in un ambiente molto stimolante dal punto di vista culturale: la sua casa è meta di scrittori e poeti.
Nel 1956 si trasferisce a L'Avana per studiare medicina, arte e letteratura. Sono gli ultimi anni del governo di Fulgencio Batista, e a seguito degli scioperi organizzati dagli studenti contro il regime, l'università viene chiusa. Durante gli anni dell'università, Sarduy collabora con la rivista Ciclón. Dopo il trionfo della Rivoluzione, scrive per Diario Libre, del quale dirige la pagina letteraria, e per Lunes de la Revolución, come critico letterario e d'arte. Nel 1959 riceve una borsa di studio per specializzarsi come critico d'arte a Madrid. Non passa nemmeno un mese che un incidente politico tra Cuba e la Spagna gli impedisce di proseguire il suo corso. Decide quindi di recarsi a Parigi, e in seguito ad Amsterdam e in Italia, dove incontra il filosofo ed editore François Wahl, che sarà per sempre il suo compagno.

### Gli anni parigini
Nel 1960, grazie a una sovvenzione del governo cubano, si trasferisce a Parigi, dove studia storia dell'arte presso l'École du Louvre. A Parigi si unisce al gruppo degli scrittori strutturalisti, collabora con la rivista Tel Quel e lavora per le Éditions du Seuil come sceneggiatore per la radio e la televisione francese. Non farà più ritorno a Cuba.
Nel settembre del 1960, il governo cubano chiede agli studenti di fare ritorno in patria. Sarduy decide di rimanere a Parigi, desideroso di finire il suo primo romanzo, già in fase di creazione, e di proseguire i suoi studi. Chiede l'estensione della sua borsa di studio, ma non riceve mai risposta. Per il suo rifiuto di tornare a Cuba sarà considerato un "traditore controrivoluzionario".
Fino al settembre del 1960 prosegue la sua collaborazione con la rivista Lunes de la Revolución e nel 1961 appaiono alcuni dei suoi lavori nella rivista Artes Plásticas. Studia critica d'arte presso l'École du Louvre e viene nominato studente titolare presso l'École pratique des hautes études dell'Università della Sorbona, dove studia arte greca e metodologia strutturalista con Roland Barthes. Segue anche alcuni corsi con Roger Bastide.
Scrive Sarduy sull'incontro con Roland Barthes:
(Severo Sarduy, Para una biografía pulverizada..., 1991)
Parigi diventa per Severo Sarduy un ambiente propizio e stimolante. Stringe amicizia con Philippe Sollers, partecipa a riunioni di gruppo e seminari e pubblica poesie e articoli sulla rivista Tel Quel. Il rapporto di amicizia e cameratismo intellettuale più importante in quel momento è quello che lo unisce a Roland Barthes. Nonostante la differenza di età, ci sono molte cose che i due condividono: entrambi nutrono un'avversione viscerale per le ideologie; entrambi sono interessati agli sviluppi formali della pittura contemporanea e provano lo stesso fascino per il teatro, non solo come spettacolo, ma come modello di interpretazione semiotica. Sarduy impara molto grazie a Barthes, soprattutto per quanto riguarda l'utilizzo dell'apparato di analisi linguistica sviluppata dallo strutturalismo; ma, soprattutto, deve a questa amicizia l'elaborazione di un'idea trasgressiva ed edonistica della letteratura che diventerà una delle sue principali fonti di ispirazione: la correlazione tra scrittura e corpo.
Nel 1965 scrive lo spettacolo radiofonico Dolores Rondón, realizzato dalla Süddeutsche Rundfunk di Stoccarda. Si lega al gruppo strutturalista della rivista Tel Quel, per cui collabora, e nel 1967 adotta la cittadinanza francese. Per molti anni lavora come scrittore e annunciatore per l'emittente radiofonica francese, e come direttore della Collezione Ispanoamericana per la casa editrice Éditions du Seuil. È anche animatore di Literatura en debate, un programma in lingua spagnola di Radio France Internationale.

### L'inizio dell'attività letteraria
Riguardo al proprio processo creativo, Sarduy scrive:
(Severo Sarduy, Pourquoi le roman?, 1982)
Nel 1963 viene pubblicato il suo primo romanzo, Gestos, che, attraverso l'ambigua poliedricità della sua protagonista, lavandaia di giorno, cantante e attrice di notte e rivoluzionaria clandestina nel tempo libero, già annuncia una rottura con la tradizione. La consacrazione dell'autore arriva però con il secondo romanzo, De donde son los cantantes (1967), una composizione polifonica sulle tre culture cubane (spagnola, africana e cinese) nella quale vengono sconvolte le convenzioni narrative.
Parallelamente, pubblica il saggio Escrito sobre un cuerpo (1969). Nel 1970 vengono inoltre pubblicati i libri di poesia Flamenco e Mood Indigo.

### Il viaggio in India
Nel 1971 realizza un sogno: quello di visitare l'India. In una lettera indirizzata alla sorella Mercedes, Sarduy scrive:
“Llevamos 4 días en la India. Estamos como si soñáramos. Todo es fabuloso, desde el paisaje y la gente hasta los dioses. Todo es bello, literario. Los colores tienen un brillo único, los perfumes, las flores y los pájaros son magníficos. Estoy escribiendo un diario que publicaré al final de Cobra, el «diario indio», de modo que ya verán los detalles.”»
"Siamo in India da 4 giorni. È come se stessimo sognando. Tutto è favoloso, dal paesaggio e dalla gente agli dei. Tutto è bello, letterario. I colori hanno una luminosità unica, i profumi, i fiori e gli uccelli sono magnifici. Sto scrivendo un diario che pubblicherò alla fine di Cobra, il «diario indiano», così vedrete i dettagli."»
Di ritorno dall'India, nel 1971, Sarduy pubblica il romanzo Cobra, in cui viene affrontato il tema della ricerca religiosa o mistica. Cobra riceve nello stesso anno l'importante premio letterario Prix Médicis, che consolida il prestigio e la notorietà del suo autore.
Affascinato dalla cultura orientale e dal Buddhismo, nel 1973 Sarduy compie un ulteriore viaggio in Asia, questa volta in Indonesia.
Nel 1975, dopo quindici anni di lontananza, in occasione di un viaggio in Algeria, incontra la sorella Mercedes, allora incinta del suo primogenito, Pedro. Nel suo diario, Mercedes racconta che Sarduy in quell'occasione le parlò del romanzo che stava scrivendo, Maitreya (1978). Mercedes promette a Sarduy che, se dovesse avere una figlia, la chiamerà così.

I viaggi in Asia continuano, e nel 1977 Sarduy si trova a Ceylon (oggi Sri Lanka). In una serie di cartoline indirizzate alla sorella e alla famiglia, scrive:
“Colombo; queridos todos. Ahí va un elefante símbolo de la suerte para decirles lo feliz que soy en esta isla, donde Marco Polo creyó encontrar el paraíso. Mil besos a todos y más a Pedritín. No los olvido. Calor. Sol. Playas. Budismo. Amor, Severo.”»
"Colombo; cari tutti. Ecco un elefante simbolo di fortuna per dirvi quanto sono felice su quest'isola, dove Marco Polo pensava di aver trovato il paradiso. Mille baci a tutti e più ancora a Pedritín. Non vi dimentico. Calore. Sole. Spiagge. Buddhismo. Amore, Severo."»
"Queridos todos: ¿No se parece a Cuba? Espero mis cuarenta con felicidad. Espero a Maitreya.
Besos, Amor. / Severo."»
"Cari tutti: non sembra Cuba? Aspetto i miei quaranta con felicità. Aspetto Maitreya.
Baci, amore. / Severo."»
Il 1978 è l'anno della pubblicazione della sua opera più significativa, Maitreya, nella quale offre un'inedita interpretazione del buddhismo come dottrina in grado di riunire le ideologie. Maitreya è, senza dubbio, l'opera più celebre di Severo Sarduy, una grande miscela di barocco e umorismo, articolata intorno alle rappresentazioni del Buddha.

### L'attività come pittore
Durante gli ultimi anni della sua vita, Severo Sarduy si dedica a quella che per lui è una "seconda scrittura", ovvero la pittura.. 
-Pues te diré: pinto porque escribo.

-¿Hay alguna relación entre las dos cosas?

-Para mí, sencillamente es lo mismo. El mismo perro con distinto collar. Claro está, el resultado es diferente. Aunque no tanto... Pero en fin, la pintura y la escritura son como las dos vertientes de un mismo techo, las dos caras de una misma moneda, etc.»
-Beh, ti dirò: dipingo perché scrivo.

-C'è una qualche relazione tra le due cose?

-Per me, sono semplicemente la stessa cosa. Lo stesso cane con un collare diverso. Certo, il risultato è diverso. Anche se non così tanto ... Ma comunque, la pittura e la scrittura sono come i due versanti dello stesso tetto, le due facce della stessa moneta, ecc.»
(Severo Sarduy, Severo, ¿por qué pintas?, 1987)
Già a partire dal 1960, anno del suo arrivo a Parigi, la vita intellettuale della capitale francese e l'amicizia e l'influenza di autori come Roland Barthes, gli offrono la possibilità di approfondire i propri interessi artistici e di scoprire l'opera di Mark Rothko e di Josef Albers.
Rothko e i suoi campi di colore rosso costituiscono un'importante fonte d'ispirazione per Sarduy, ma anche artisti come Cy Twombly e in particolare Luis Feito avranno influenza nel suo lavoro. La pittura astratta e l'eredità dell'arte informale sopravvivono nell'estetica di Sarduy, ma la presa di consapevolezza dell'importanza nella storia della pittura di artisti come Giorgione, Tiziano, Johannes Vermeer o Pierre Bonnard, rappresenta una svolta nel suo cammino artistico. L'opera pittorica di Severo Sarduy, alla quale si dedica quasi esclusivamente negli ultimi anni della sua vita, costituisce una "mania ossessiva" per l'autore.
I suoi dipinti sono caratterizzati da un forte eclettismo nell'uso di tecniche e materiali: utilizza supporti diversi, tra cui carta, stoffa, corteccia d'albero e cartone, e materiali che spaziona dall'acrilico, al caffè, zafferano, inchiostro di china e persino al suo stesso sangue.
Tra il 1981 e il 1982 partecipa a varie esposizioni di gruppo.

### Gli ultimi anni
Negli anni successivi ai suoi viaggi in Asia, Severo Sarduy pubblica altri due romanzi: Colibrí (1984), una storia di fughe e di vendette, e Cocuyo (1990), meno avanguardista e più trasparente, anche se ambientato sempre nel caratteristico mondo di Sarduy, privo di qualsiasi inibizione. Entrambi i titoli approfondiscono il lato sperimentale dello stile dell'autore.
Oltre a romanzi, Sarduy pubblica una raccolta di racconti, Para la voz (1977),e due raccolte di poesie: Daiquiri (1980) e Un testigo fugaz y disfrazado (1985). Tra i suoi saggi, vale la pena menzionare Escrito sobre un cuerpo (1969), Barroco (1976) e Nueva estabilidad (1988).
Nel 1990 la casa editrice francese Gallimard commissiona a Sarduy il rilancio di La Croix du Sud, la prima collezione specializzata in letteratura iberoamericana creata da Roger Caillois.
Durante i suoi ultimi anni, Sarduy si dedica inoltre alla pittura, esponendo diverse volte a Parigi, e partecipa a varie conferenze in Europa e negli Stati Uniti d'America.

### La morte
Severo Sarduy muore l'8 giugno 1993, all'età di 56 anni, per complicanze dovute all'AIDS  in seguito appunto al suo ultimo viaggio in asia la malattia si era aggravata. Viene sepolto nel Cimitero parigino di Thiais. Nel 1993 viene pubblicato postumo il romanzo Pájaros de la playa.

## La poetica

### Il neobarocco
Nel 1971 Severo Sarduy pubblica il saggio El barroco y el neobarroco. In esso segnala, senza pretendere di spiegarla in termini storici o ideologici, la marcata presenza dell'estetica barocca in alcune manifestazioni artistiche della cultura ispanoamericana - in particolare in quella letteraria e di origine cubana - e propone di definire formalmente il concetto di "barocco", portando ad esempio autori come José Lezama Lima, Alejo Carpentier e Guillermo Cabrera Infante.

Scrive Sarduy:
(Severo Sarduy, El barroco y el neobarroco, 1972)
Nonostante la sua unicità, l'opera di Severo Sarduy si può includere nell'eredità lasciata da José Lezama Lima, e in questo senso può essere considerata la vetta del neobarocco cubano. L'intento principale di Severo Sarduy è quello di aggiornare la letteratura cubana, promuovendone la diffusione a livello internazionale. Il suo contributo si colloca all'interno del cosiddetto boom narrativo latinoamericano degli anni sessanta e settanta.
Dal barocco europeo del XVII secolo egli riprende l'idea della letteratura come artificio. Per Sarduy diviene un mezzo per allontanarsi dai rigidi canoni estetici tradizionali e per esplorare l'inverosimile, la mitologia e l'illusione, abbandonando il discorso lineare e informativo e caricando il testo di una connotazione simbolica. I concetti chiave per l'analisi dell'opera di Sarduy sono l'idea di simulacro, di artificio e di parodia.
La poetica dell'autore è caratterizzata da una narrativa sperimentale e da una grande complessità linguistica, con l'utilizzo di un linguaggio letterario ricco e metaforico, e dalla predilezione per argomenti frammentari e personaggi difficilmente analizzati dal punto di vista psicologico. L'origine cubana e l'esperienza dei suoi viaggi in India conferiscono inoltre ai suoi scritti un alone di erotismo tropicale ed orientale.

### Lo strutturalismo
Nel marzo del 1960, il primo numero di Tel Quel viene pubblicato in Francia. La rivista riceve immediato riconoscimento da parte degli intellettuali dell'epoca e rappresenta il punto di partenza per una riflessione che si costruisce su aree diverse, tra cui la psicoanalisi, la teoria letteraria, la letteratura e la filosofia. A questo spazio produttivo di dibattito e confronto partecipa anche Severo Sarduy.
Sin dall'inizio della sua carriera come scrittore, Severo Sarduy basa la propria produzione letteraria sulle teorie strutturaliste e post-strutturaliste del linguaggio, nate all'interno dello "spazio Tel Quel". L'influenza del cosiddetto "postboom strutturalista" si caratterizza, nell'opera narrativa di Sarduy, attraverso una narrazione costante, ricca di azione e sempre alla ricerca di elementi insoliti, e con l'uso di un linguaggio complesso e articolato che nei romanzi Cobra, Maitreya e Colibrí raggiunge un alto livello di sperimentazione lessicale. Ognuna delle opere di Sarduy è solitamente priva di un messaggio preciso nel senso tradizionale del termine, la realtà viene trasformata in mito e interpretata come un simbolo assoluto. L'autore stabilisce inoltre contatti con la psicoanalisi e le teorie del linguaggio di Jacques Lacan.

### Il corpo
Uno dei temi centrali delle opere di Severo Sarduy è il corpo, inteso come strumento di travestimento e di metamorfosi continua dei personaggi. In questo processo di costante trasformazione, i personaggi dei suoi romanzi mettono in evidenza, attraverso frequenti scambi di identità, il desiderio di libertà e di sovvertimento dei rigidi codici morali.

Scrive Sarduy:
(Severo Sarduy, Pájaros de la playa, 1993)
Nell'opera di Sarduy il corpo viene rappresentato anche come entità malata, maltrattata, ferita e sezionata, sottoposta a dolore e, infine, soggetta alla morte. Ormai malato, egli concepisce il suo ultimo romanzo, Pájaros de la playa, come testimonianza della sofferenza e del crescente deterioramento del proprio corpo. Tuttavia, come sottolineano alcuni critici e biografi, in questo romanzo dedicato a documentare il processo e lo sviluppo della malattia, il nome che la identifica non viene mai menzionato. Pájaros de la playa, più che la narrazione dell'agonia dell'autore, è una manifestazione dei sintomi dell'AIDS, incarnati dai personaggi malati protagonisti dell'opera. Esso è una lunga meditazione, a volte ironica, carnevalesca e disperata, sulla malattia incurabile dall'autore, una metafora (quella dell'AIDS) che rappresenta all'interno del testo non solo il decadimento e la morte del corpo, ma che simbolizza la fine di tutta l'esistenza sulla Terra: dopo la morte, l'individuo cessa di esistere e così anche l'intera realtà. Se prima il tono dei suoi romanzi era ludico e parodico, ora diventa quasi filosofico e metafisico.

### L'Oriente
Scrive Sarduy:
(Severo Sarduy, De donde son los cantantes, 1967)
L'Oriente narrato, dipinto e fotografato da Severo Sarduy, soprattutto in opere come Cobra (1972) e Maitreya (1978), è una terra lontana dagli stereotipi tipicamente occidentali e ha poco a che vedere con la regione mitica spesso studiata e descritta dagli orientalisti. Lontano da quella terra esotica e misteriosa ancora oggi considerata opposta all'Occidente, l'Oriente descritto da Sarduy viene privato di tutti i suoi riferimenti tradizionali e si fa metafora di un'esperienza d'esilio, terra di frontiera e spazio ideale per traffici e ibridazioni.
A differenza degli orientalisti che guardavano verso est con gli occhi di botanici o entomologi, a differenza della maggioranza degli artisti e degli intellettuali occidentali che viaggiavano verso est, Sarduy supera il confine senza pregiudizi e passa più e più volte dall'altra parte dello specchio, portando e scambiando valori, segni e simboli.

## Opere

### Romanzi
- Gestos (1963)

La bomba dell'Avana, tr. di A. González-Palacios, Milano, Feltrinelli, 1964
- De dónde son los cantantes (1967)
- Cobra (1972). Vincitore del Prix Médicis

Cobra, tr. di Renzo Guidieri, Torino, Einaudi, 1976
- Maitreya (1978)

Maitreya, il Buddha che deve venire, tr. di Piero Verni, Milano, SugarCo, 1982
- Colibrí (1984)
- Cocuyo (1990)
- Pájaros de la playa (1993). Postumo

### Raccolte di poesie
- Flamenco (1970)
- Mood Indigo (1971)
- Big Bang (1974)
- Daiquiri  (1980)
- Un testigo fugaz y disfrazado (1985)
- Un testigo perenne y dilatado (1993)
- Lusidez (1993)

### Saggi
- Escrito sobre un cuerpo (1969)
- Barroco (1974)

Barocco, tr. di Fulvio Papi, Milano, Il Saggiatore, 1980
- La simulación (1982)
- El cristo de la Rue Jacob (1987)
- Nueva inestabilidad (1987)
- Ensayos generales sobre el barroco (1987)

### Pièces radiofoniche
- La playa (1971)
- La caída (1971)
- Relato (1971)
- Los matadores de Hormigas (1971)
- Para la voz (1977)